# Jakkrit Aree
Jakkrit Aree (thailändisch จักรกฤษณ์ อารีย์; * 22. Februar 2005) ist ein thailändischer Fußballspieler.

## Karriere
Jakkrit Aree erlernte das Fußballspielen in der Jugend vom Samut Prakan City FC. Hier unterschrieb der Innenverteidiger Anfang Juli 2023 auch seinen ersten Vertrag. Der Verein aus Samut Prakan spielt in der zweiten thailändischen Liga. Sein Zweitligadebüt gab Jakkrit Aree am 4. November 2023 (11. Spieltag) im Auswärtsspiel gegen den Chanthaburi FC. Bei dem 0:0-Unentschieden stand er in der Startelf und spielte die kompletten 90 Minuten. Nach insgesamt acht Ligaspielen wurde sein Vertrag im Januar 2025 nicht verlängert.